# 欧洲电脑贸易展
欧洲计算机贸易展（ECTS）是欧洲一年一度的电脑与电子游戏展览，首届于1989年举办，2004年举办最后一届。展会起初于4月举办，1992至1996年改为4月和9月两场，1998年后改为9月举办。该展会仅向业内人士和媒体人开放，但经常有民众冒充身份进入。

## 展览
| 年     | 日期          | 地点               |
| ------ | ------------- | ------------------ |
| 1989年 | 4月16日至18日 | 业务设计中心       |
| 1990年 | 4月1日至3日   | 业务设计中心       |
| 1991年 | 4月14至16日   | 业务设计中心       |
| 1992年 | 4月12日至14日 | 业务设计中心       |
| 1992年 | 9月6日至8日   | 业务设计中心       |
| 1993年 | 4月4日到6月   | 业务设计中心       |
| 1993年 | 9月5日至7日   | 业务设计中心       |
| 1994年 | 4月10日至12日 | 业务设计中心       |
| 1994年 | 4月4日到6月   | 业务设计中心       |
| 1995年 | 3月26日至28日 | 奥林匹亚           |
| 1995年 | 3月10日至12日 | 奥林匹亚           |
| 1996年 | 4月14至16日   | 奥林匹亚           |
| 1996年 | 9月9日至10日  | 奥林匹亚           |
| 1997年 | 4月7日至9月   | 奥林匹亚           |
| 1998年 | 9月6日至8日   | 奥林匹亚           |
| 1999年 | 9月5日至7日   | 奥林匹亚           |
| 2000年 | 9月3日至5月   | 奥林匹亚           |
| 2001年 | 9月2日至4日   | ExCeL              |
| 2002年 | 8月29日至31日 | 厄尔斯考特展览中心 |
| 2003年 | 8月27日至29日 | 厄尔斯考特展览中心 |
| 2004年 | 9月1日至3日   | 厄尔斯考特展览中心 |